# Evar Maran
Evar Maran, nome d'arte di Evaristo Maran (Selvazzano Dentro, 8 marzo 1924 – Padova, 5 agosto 1991), è stato un attore italiano.

## Filmografia

### Cinema
- Fifa e arena, regia di Mario Mattoli (1948)
- Il bivio, regia di Fernando Cerchio (1951)
- Operazione Mitra, regia di Giorgio Cristallini (1951)
- Il terrore dell'Andalusia, regia di Ladislao Vajda (1953)
- La barriera della legge, regia di Piero Costa (1954)
- Siluri umani, regia di Antonio Leonviola (1954)
- Accadde tra le sbarre, regia di Giorgio Cristallini (1955)
- I calunniatori, regia di Mario Volpe (1956)
- El Alamein, regia di Guido Malatesta (1957)
- Il cielo brucia, regia di Giuseppe Masini (1957)
- Viva l'Italia, regia di Roberto Rossellini (1961)
- Vanina Vanini, regia di Roberto Rossellini (1961)
- Maciste all'inferno, regia di Riccardo Freda (1962)
- Pastasciutta nel deserto, regia di Carlo Ludovico Bragaglia (1962)
- L'età del ferro, regia di Renzo Rossellini jr. (1964)
- La sfinge sorride prima di morire - Stop Londra, regia di Duccio Tessari (1964)
- Sfida a Rio Bravo, regia di Tulio Demicheli (1964)
- I cinque della vendetta, regia di Aldo Florio (1966)
- Missione sabbie roventi, regia di Alfonso Brescia (1966)
- Incensurato provata disonestà carriera assicurata cercasi, regia di Marcello Baldi (1972)

### Televisione
- La strada più lunga, regia di Nelo Risi (1965)
- Ritratto di donna velata, regia di Flaminio Bollini (1975)
- Dov'è Anna?, regia di Piero Schivazappa (1976)
- Camilla, regia di Sandro Bolchi (1976)

## Prosa televisiva Rai
- Sigfrido, regia Guglielmo Morandi, trasmessa l'8 maggio 1959.
- Un uomo onesto, regia di Giampaolo Callegari, trasmessa il 14 agosto 1964.